# María Jesús Susinos
María Jesús Susinos Tarrero (Santander, Cantabria, 9 de agosto de 1968) es una política española, alcaldesa de  Entrambasaguas desde el 13 de junio de 2015.

## Biografía
Es licenciada en Derecho por la Universidad de Cantabria. Entre 2003 y 2015 fue teniente de alcalde y concejala de Servicios Sociales, Educación, Cultura, Juventud y Tercera Edad en el Ayuntamiento de Entrambasaguas. En las elecciones generales de 2008 fue como número cuatro en la lista del Partido Popular por Cantabria al Congreso de los Diputados, finalmente no obtuvo el acta de diputada; pero, tras el nombramiento de Joaquín Martínez Sieso como presidente de la Autoridad Portuaria de Santander, tomó posesión el 27 de julio de 2011. En las elecciones generales de 2011 renovó su acta de diputada al ir tercera en la lista del PP en Cantabria.
Tras las elecciones autonómicas y municipales de 2015, se convierte en la alcaldesa de Entrambasaguas al haber ganado por mayoría absoluta.
El 12 de septimebre de 2024 fue nombrada Consejera de Desarrollo Rural, Agricultura, Pesca y Alimentación del Gobierno de Cantabria, teniendo que dejar la alcaldía de Entrambasaguas en manos de su compañera Gloria Sierra Gómez.